# Сельское поселение «Село Бурнашево»
Сельское поселение «село Бурнашево» — муниципальное образование в Козельском районе Калужской области.
Административный центр — село Бурнашево.

## История
Статус и границы сельского поселения установлены Законом Калужской области № 7-ОЗ от 28 декабря 2004 года «Об установлении границ муниципальных образований, расположенных на территории административно-территориальных единиц „Бабынинский район“, „Боровский район“, „Дзержинский район“, „Жиздринский район“, „Жуковский район“, „Износковский район“, „Козельский район“, „Малоярославецкий район“, „Мосальский район“, „Ферзиковский район“, „Хвастовичский район“, „Город Калуга“, „Город
Обнинск“ и наделении их статусом городского поселения, сельского поселения, городского округа, муниципального района.».

## Население
| 2010 | 2012 | 2013 | 2014 | 2015 | 2016 | 2017 |
| ---- | ---- | ---- | ---- | ---- | ---- | ---- |
| 233  | ↘225 | ↘216 | ↘210 | ↘207 | ↘203 | ↗205 |
| 2018 | 2019 | 2020 | 2021 |      |      |      |
| ↘200 | ↘189 | ↗205 | ↗266 |      |      |      |

## Состав сельского поселения
| №  | Населённый пункт | Тип населённого пункта       | Население |
| -- | ---------------- | ---------------------------- | --------- |
| 1  | Богдановка       | деревня                      | ↘72       |
| 2  | Бурнашево        | село, административный центр | ↘52       |
| 3  | Верхнее Дерягино | деревня                      | ↘3        |
| 4  | Клыково          | село                         | ↘34       |
| 5  | Кузьменки        | деревня                      | ↘3        |
| 6  | Нижнее Дерягино  | деревня                      | ↘5        |
| 7  | Ольховка         | деревня                      | ↘5        |
| 8  | Петровск         | деревня                      | ↘3        |
| 9  | Редково          | деревня                      | ↘6        |
| 10 | Торбеево         | деревня                      | ↘36       |
| 11 | Юдинки           | деревня                      | ↘5        |

### Упразднённые населённые пункты
В 2017 году село Клыковского отделения Совхоза «Красный Плодовод».